# Onthophagus landolti
Onthophagus landolti es una especie de escarabajo pelotero del género Onthophagus, familia Scarabaeidae, orden Coleoptera.
 Fue descrito en 1880 por Harold.
Se encuentra desde Texas, por toda Centroamérica hasta Colombia.